# Marquis de Dorset
Le titre de marquis de Dorset a été créé trois fois dans la pairie d'Angleterre. Le titre est lié au comté de Dorset dans le sud-ouest de l'Angleterre. Il y a aussi eu des titres de comte et duc de Dorset.

## Histoire du titre
La première création du titre fut pour Jean Beaufort en 1397, mais il perdit le titre deux ans plus tard. 
Il fut recréé le 24 juin 1443, pour Edmond Beaufort, qui devint duc de Somerset en 1448. Cette création fut déshonorée vers 1461, puis restaurée vers 1463 par Édouard IV, avant que finalement Henri Beaufort ne soit exécuté pour trahison.
Le titre fut à nouveau créé en 1475 pour Thomas Grey, 1er comte de Huntingdon, qui rendit alors son titre de comte. Le marquis tint le titre subsidiaire de baron Ferrers de Groby (1300). Henry Grey fut créé duc de Suffolk en 1551. Il réussit à placer sa fille Lady Jeanne Grey sur le trône d'Angleterre en 1553, après la mort de son neveu Édouard VI. Elle réussit à s'y maintenir 9 jours avant d'être renversée, puis mise à mort en 1554 par Marie Ire d'Angleterre. Henry Grey sera lui aussi décapité 11 jours plus tard.

## Première création (1397)
- 1397-1399 : Jean Beaufort († 1410), 1er comte de Somerset. Fils aîné de Jean de Gand ;

Titre repris en 1399.

## Deuxième création (1443)
- 1443-1455 : Edmond Beaufort (1406 – 1455), 1er duc de Somerset ;
- 1455-1461 et 1463-1464 : Henri Beaufort (1436 – 1464), duc de Somerset. Fils du précédent. Exécuté pour trahison ;

Pas de descendance légitime, le titre est éteint.

## Troisième création (1475)
- 1475-1501 : Thomas Grey (1er marquis de Dorset) (1455 – 1501), 1er comte de Huntingdon (1471–1475)
- 1501-1530 : Thomas Grey (2e marquis de Dorset) (1477 – 1530). Fils du précédent
- 1530-1554 : Henry Grey (1517 – 1554). Fils du précédent. Devint duc de Suffolk en 1551. Père de Lady Jane Grey qui fut reine d'Angleterre pendant 9 jours en 1553. Exécuté pour trahison.

Titre confisqué en 1554 pour trahison.